# UCI Africa Tour 2010
L'UCI Africa Tour 2010 fu la sesta edizione dell'UCI Africa Tour, uno dei cinque circuiti continentali di ciclismo dell'Unione Ciclistica Internazionale. Era composto inizialmente da ventisei corse, poi ridotte a diciannove effettive, che si svolsero tra ottobre 2009 e maggio 2010 in Africa.

## Calendario

### Ottobre 2009
| Data | Prova                   | Cat. | Vincitore         | Squadra            |
| ---- | ----------------------- | ---- | ----------------- | ------------------ |
| 1-4  | Grand Prix Chantal Biya | 2.2  | Peter van Agtmaal | Metec Cycling Team |
| 23-1 | Tour du Faso            | 2.2  | Abdelati Saadoune | Marocco            |

### Novembre 2009
| Data  | Prova                            | Cat. | Vincitore                                                                                    | Squadra                                                                                      |
| ----- | -------------------------------- | ---- | -------------------------------------------------------------------------------------------- | -------------------------------------------------------------------------------------------- |
| 4     | Campionati africani-Cronosquadre | CC   | Sudafrica Reinardt Janse van Rensburg, Ian McLeod, Jay Robert Thomson, Christoff van Heerden | Sudafrica Reinardt Janse van Rensburg, Ian McLeod, Jay Robert Thomson, Christoff van Heerden |
| 6     | Campionati africani-Crono        | CC   | Jay Robert Thomson                                                                           | Sudafrica                                                                                    |
| 6     | Campionati africani-Crono U23    | CC   | Christoff van Heerden                                                                        | Sudafrica                                                                                    |
| 8     | Campionati africani-In linea     | CC   | Ian McLeod                                                                                   | Sudafrica                                                                                    |
| 8     | Campionati africani-In linea U23 | CC   | Petrus Lotto                                                                                 | Namibia                                                                                      |
| 16-24 | Tour du Rwanda                   | 2.2  | Adil Jelloul                                                                                 | Marocco                                                                                      |

### Dicembre 2009
| Data  | Prova              | Cat. | Vincitore     | Squadra |
| ----- | ------------------ | ---- | ------------- | ------- |
| 16-20 | Tour de l'Érythrée | 2.2  | Bereket Abebe | Eritrea |

### Gennaio
| Data  | Prova                     | Cat. | Vincitore        | Squadra               |
| ----- | ------------------------- | ---- | ---------------- | --------------------- |
| 19-24 | La Tropicale Amissa Bongo | 2.1  | Anthony Charteau | Bbox Bouygues Telecom |

### Febbraio
| Data  | Prova                         | Cat. | Vincitore     | Squadra    |
| ----- | ----------------------------- | ---- | ------------- | ---------- |
| 9-14  | Tour d'Égypte                 | 2.2  | Annullata     |            |
| 15-26 | Tour du Cameroun              | 2.2  | Milan Barenyi | Slovacchia |
| 16    | Grand Prix de Sharm el-Sheikh | 1.2  | Annullata     |            |

### Marzo
| Data  | Prova                  | Cat. | Vincitore            | Squadra                  |
| ----- | ---------------------- | ---- | -------------------- | ------------------------ |
| 7-13  | Tour du Mali           | 2.2  | Mouhcine Lahsaini    | Marocco                  |
| 13-17 | Tour de Libye          | 2.2  | Abdelbasset Hannachi |                          |
| 19    | Grand Prix of Al Fatah | 1.2  | Chris Opie           | Pendragon-Le Col-Colnago |
| 26-4  | Tour du Maroc          | 2.2  | Dean Podgornik       | Loborika                 |

### Aprile
| Data | Prova                                           | Cat. | Vincitore | Squadra |
| ---- | ----------------------------------------------- | ---- | --------- | ------- |
| 8    | Les Challenges Phosphatiers - Chall. Khouribga  | 1.2  | Annullata |         |
| 9    | Les Challenges Phosphatiers - Chall. Youssoufia | 1.2  | Annullata |         |
| 10   | Les Challenges Phosphatiers - Chall. Ben Guerir | 1.2  | Annullata |         |

### Maggio
| Data  | Prova                                             | Cat. | Vincitore               | Squadra                           |
| ----- | ------------------------------------------------- | ---- | ----------------------- | --------------------------------- |
| 7     | Challenge du Prince - Trophée Princier            | 1.2  | Roberto Antonio Richeze | Betonexpressz 2000-Universal Café |
| 8     | Challenge du Prince - Trophée de l'Anniversaire   | 1.2  | Mohammed Said Elammoury | Marocco                           |
| 9     | Challenge du Prince - Trophée de la Maison Royale | 1.2  | Adriano Angeloni        | Betonexpressz 2000-Universal Café |
| 19-23 | Tour de l'Érythrée                                | 2.2  | Natnael Berhane         | Eritrea                           |

## Classifiche
Risultati finali
| Pos. | Corridore             | Squadra         | Punti  |
| ---- | --------------------- | --------------- | ------ |
| 1    | Abdelatif Saadoune    |                 | 231    |
| 2    | Ian McLeod            |                 | 202,66 |
| 3    | Mouhcine Lahsaïn      |                 | 174    |
| 4    | Adil Jelloul          |                 | 154    |
| 5    | Mohammed Elammoury    |                 | 140    |
| 6    | Anthony Charteau      | Bouygues Tel.   | 131    |
| 7    | Christoff Van Heerden | MTN Energade    | 107,66 |
| 8    | Jay Robert Thomson    | Fly V Australia | 96,66  |
| 9    | Dean Podgornik        | Loborika        | 96     |
| 10   | Abdelbaset Hannachi   |                 | 94     |

| Pos. | Corridore                         | Punti  |
| ---- | --------------------------------- | ------ |
| 1    | MTN Energade                      | 253,32 |
| 2    | Bbox Bouygues Telecom             | 200    |
| 3    | Loborika                          | 130    |
| 4    | Cofidis                           | 112    |
| 5    | Fly V Australia                   | 96,66  |
| 6    | Betonexpressz 2000                | 96     |
| 7    | Team Type 1                       | 68     |
| 8    | Acqua & Sapone                    | 40     |
| 9    | Team Designa Køkken-Blue Water    | 32     |
| 10   | Tabriz Petrochemical Cycling Team | 29     |

| Pos. | Nazione   | Punti  |
| ---- | --------- | ------ |
| 1    | Marocco   | 935    |
| 2    | Sudafrica | 930,64 |
| 3    | Eritrea   | 444    |
| 4    | Namibia   | 263,64 |
| 5    | Tunisia   | 206    |
| 6    | Algeria   | 159    |
| 7    | Zimbabwe  | 137    |
| 8    | Camerun   | 122    |
| 9    | Libia     | 91,98  |
| 10   | Ruanda    | 87     |